# انجيلو ريا
انجيلو ريا (بالإيطالية: Angelo Rea)‏ (16 يونيو 1982 ببوميليانو داركو في إيطاليا - ) هو لاعب كرة قدم إيطالي في مركز الدفاع. لعب مع نادي أفيلينو ونادي تشيزينا ونادي ساسولو ونادي فاريسي ونادي مسينا وإيه جي نوسرينا 1910 ‏.

## روابط خارجية
- انجيلو ريا على موقع قاعدة بيانات كرة القدم.إي يو (الإنجليزية)
- انجيلو ريا على موقع Soccerway.com (الإنجليزية)
- انجيلو ريا على موقع عالم كرة القدم.نت (الإنجليزية)